# پیترو دا کورتونا
پیترو دا کورتونا (به ایتالیایی: Pietro da Cortona) نقاش و معمار اهل ایتالیا بود. او در ۱ نوامبر ۱۵۹۶ میلادی متولد شد و در ۱۶ مه ۱۶۶۹ میلادی درگذشت.

## نگارخانه

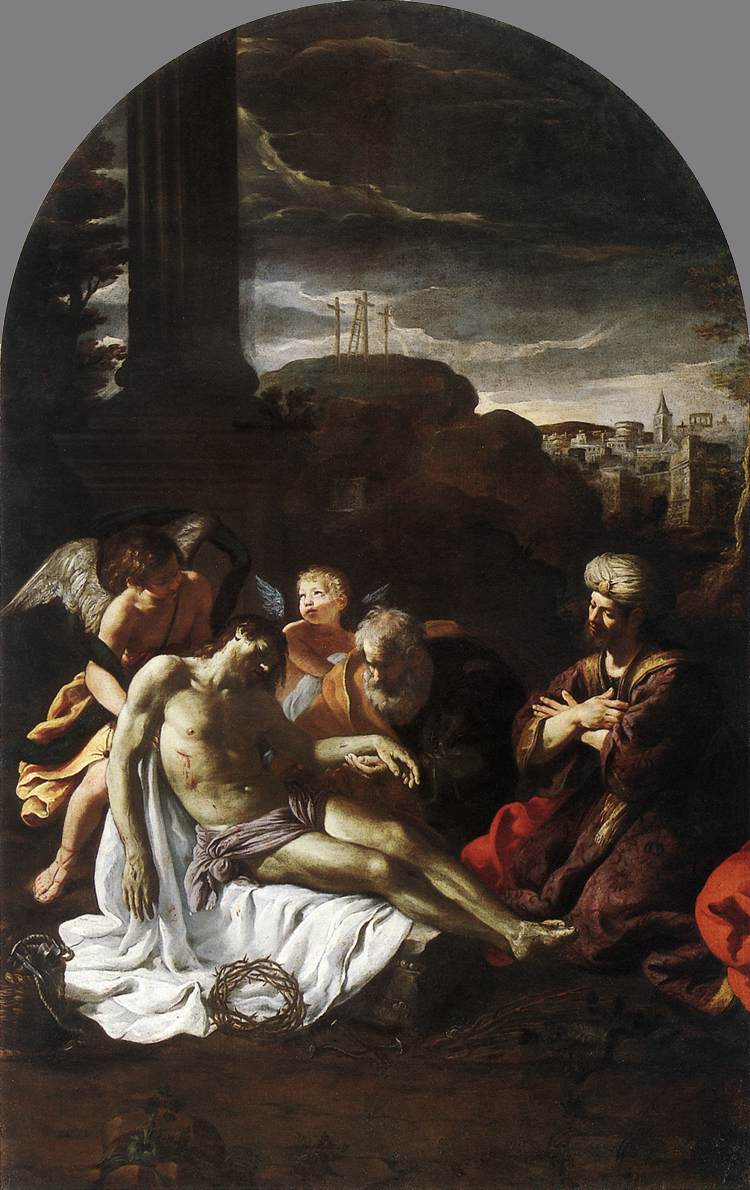
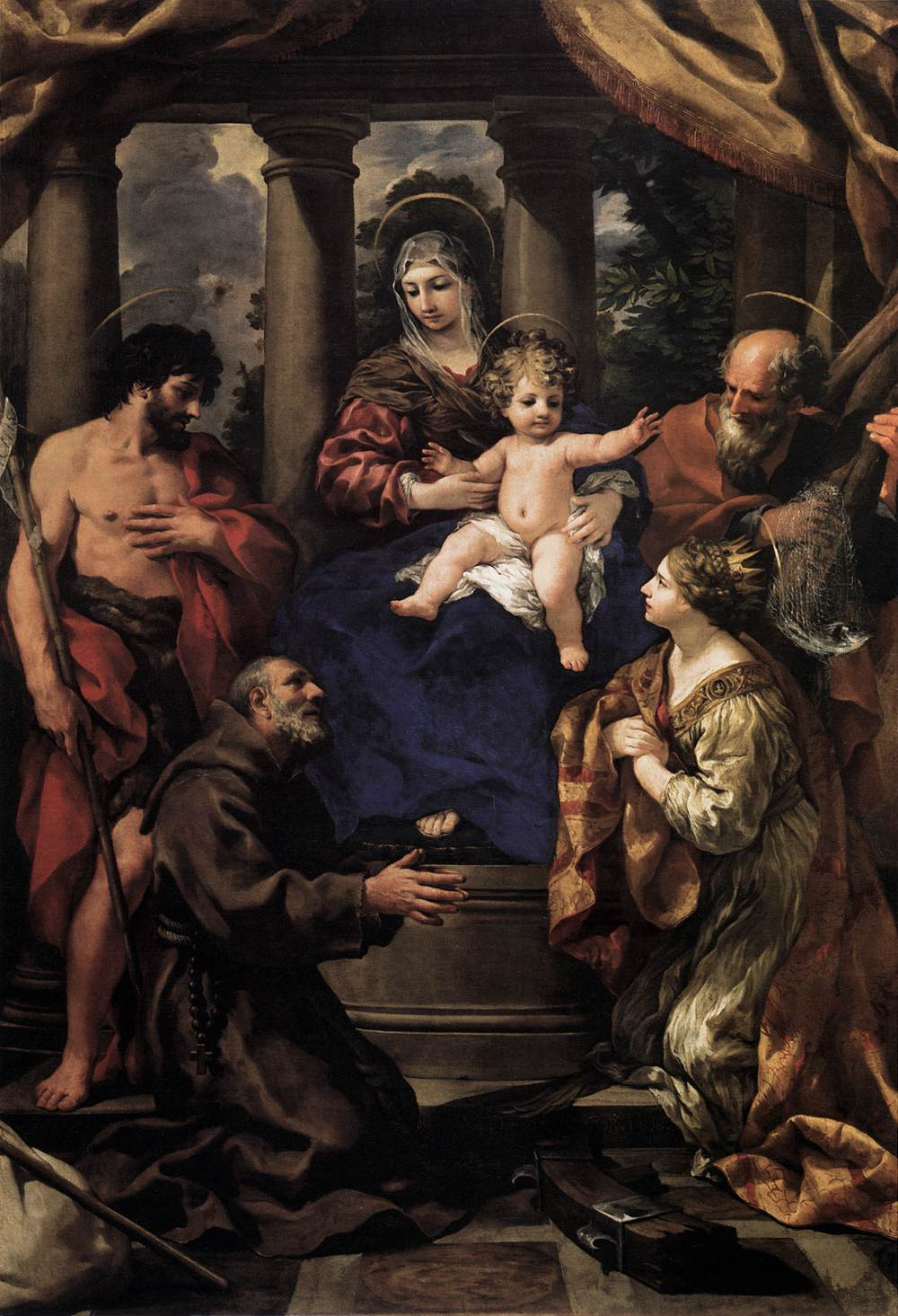
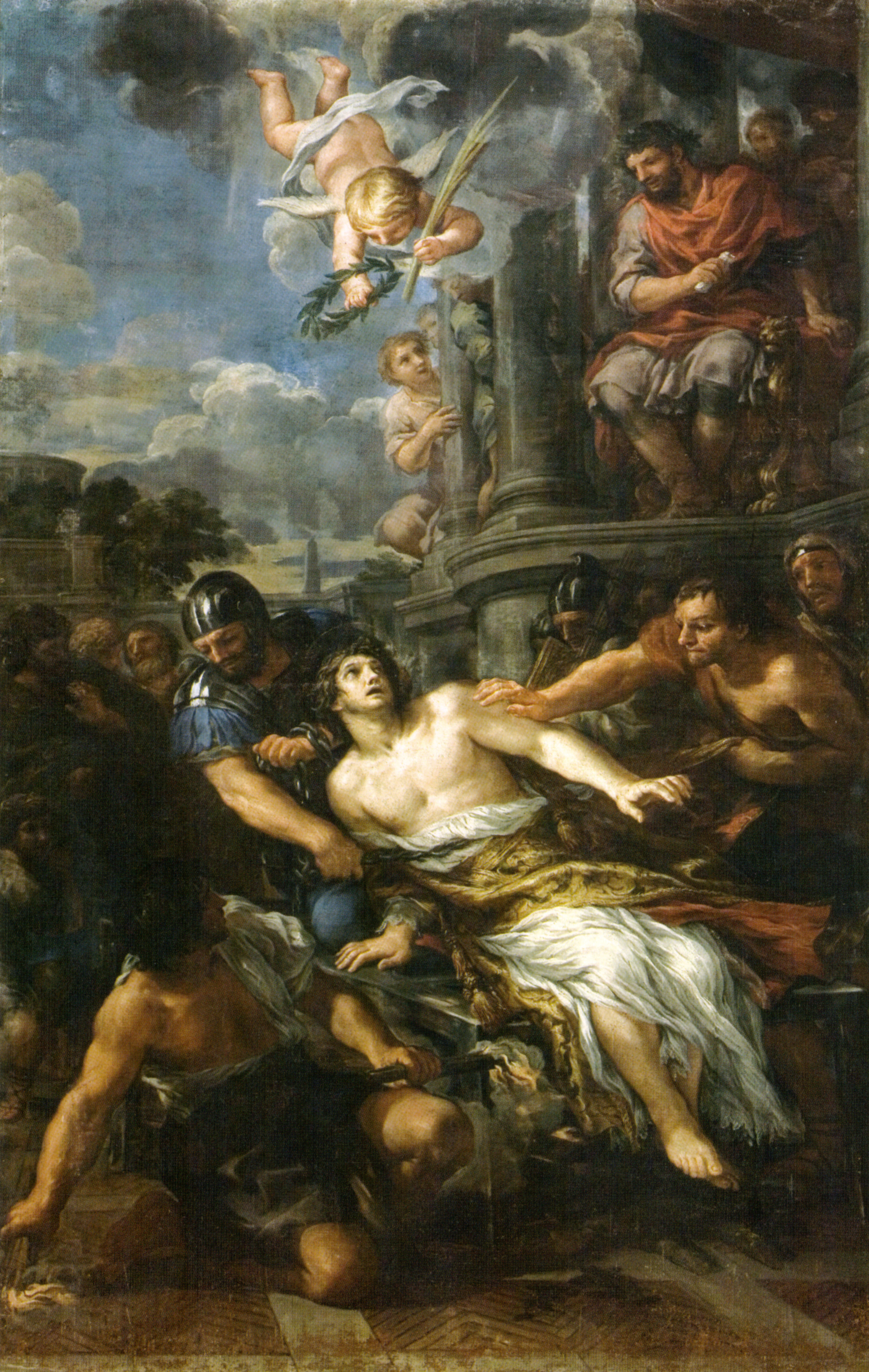
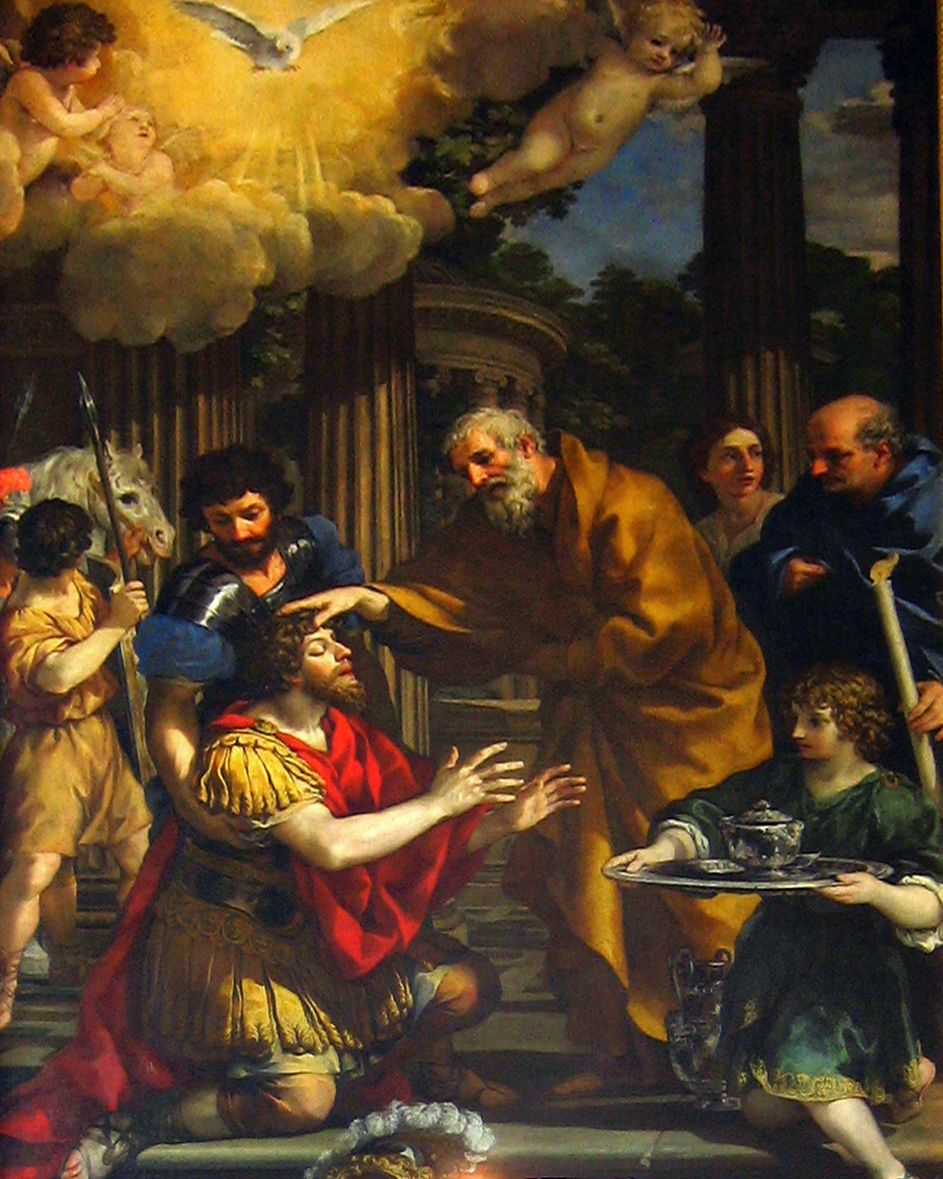
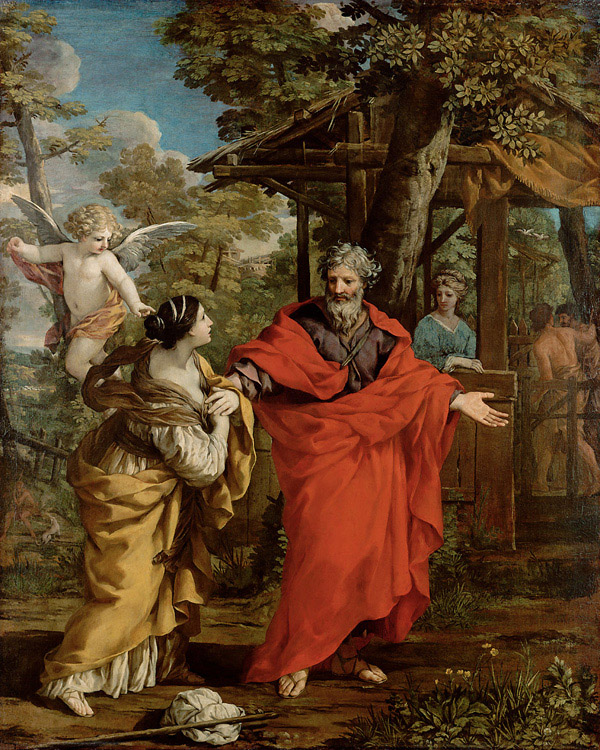
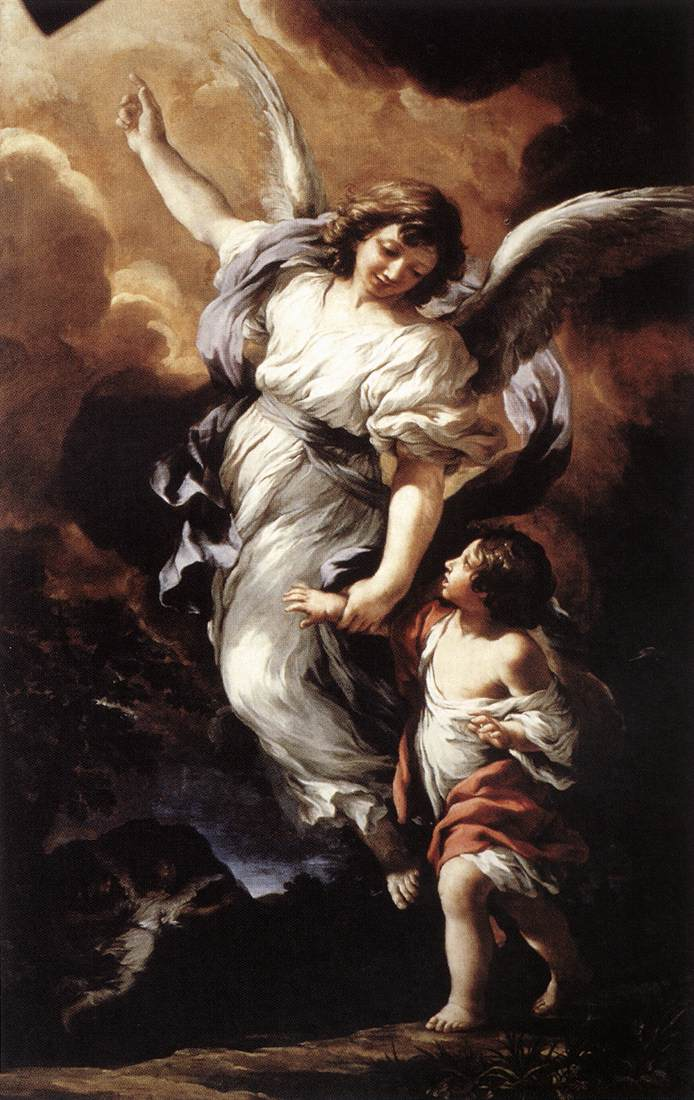
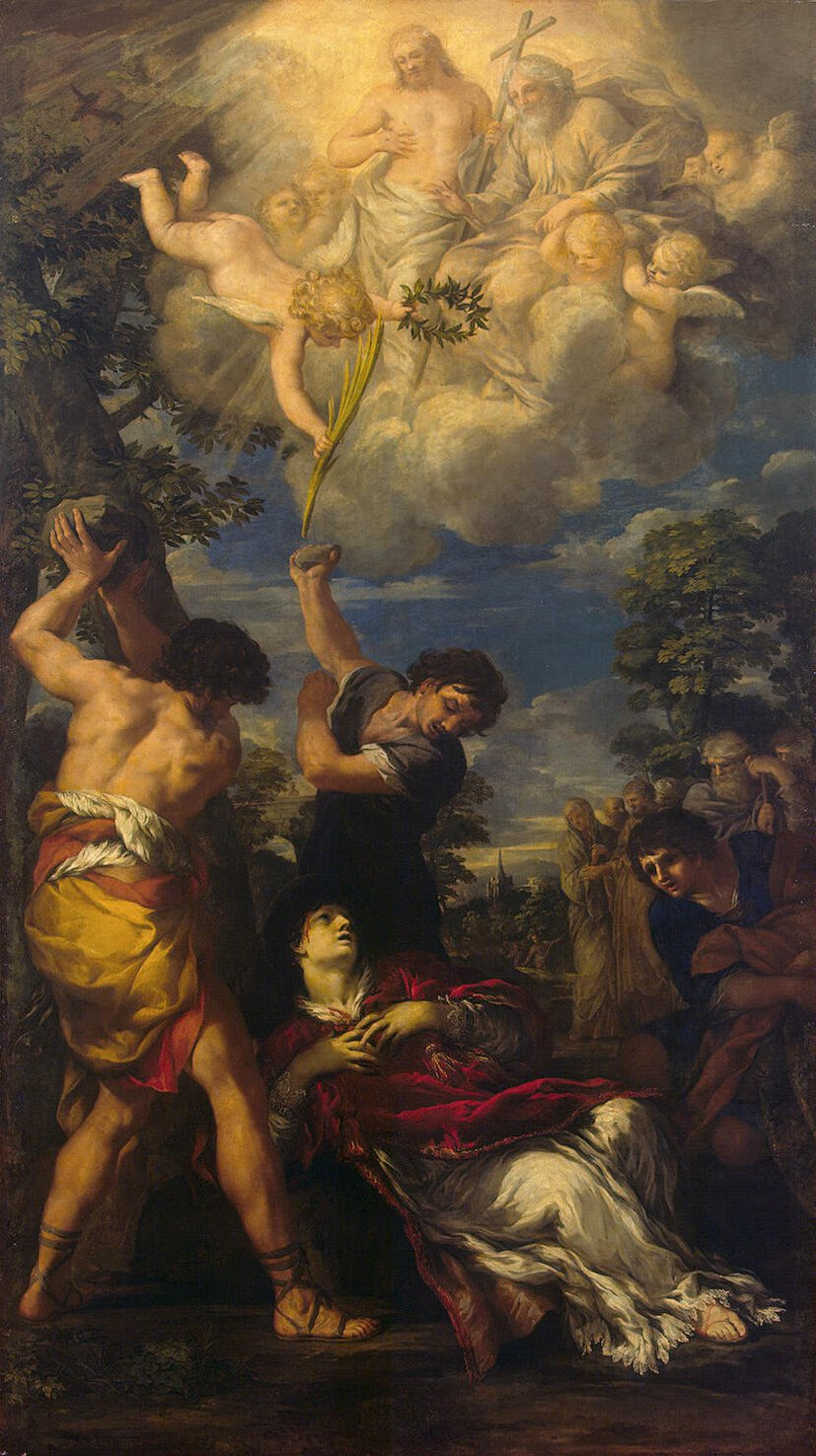
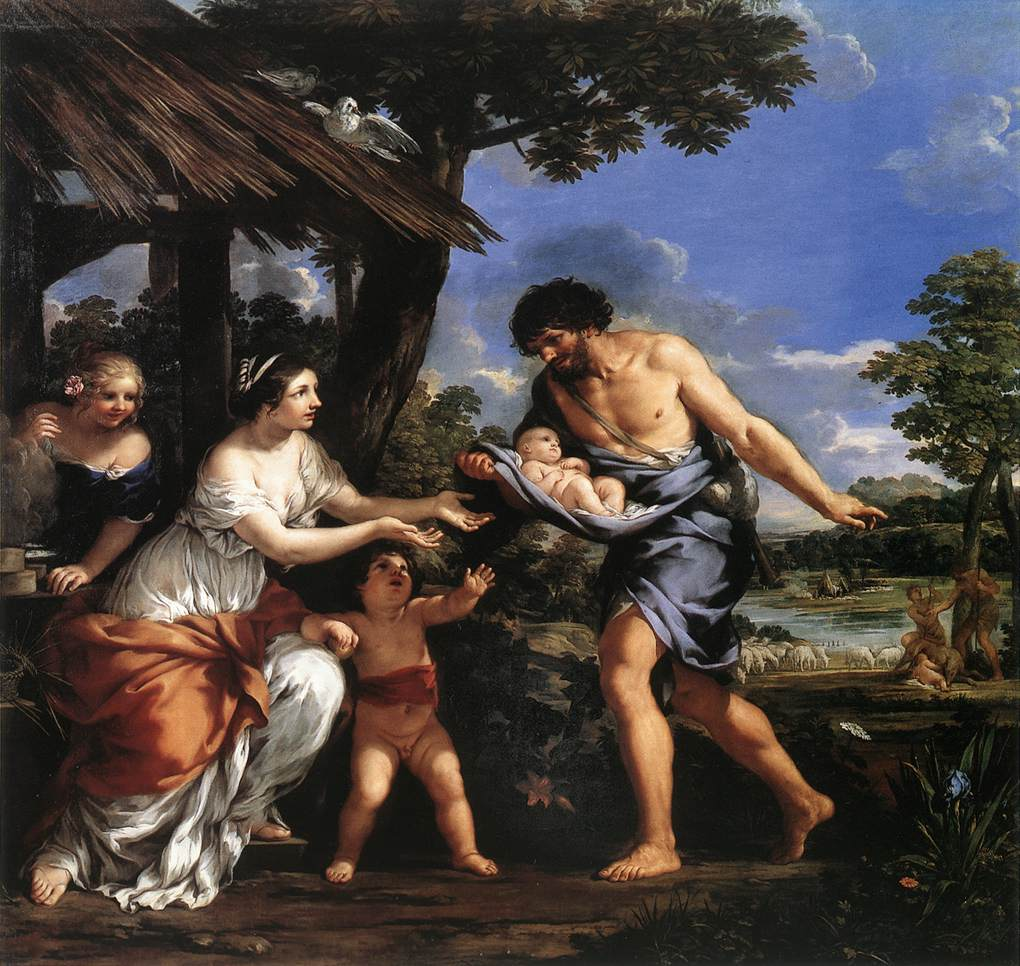
فاوستولوس رومولوس را تحویل همسرش لارنتیا می‌دهد
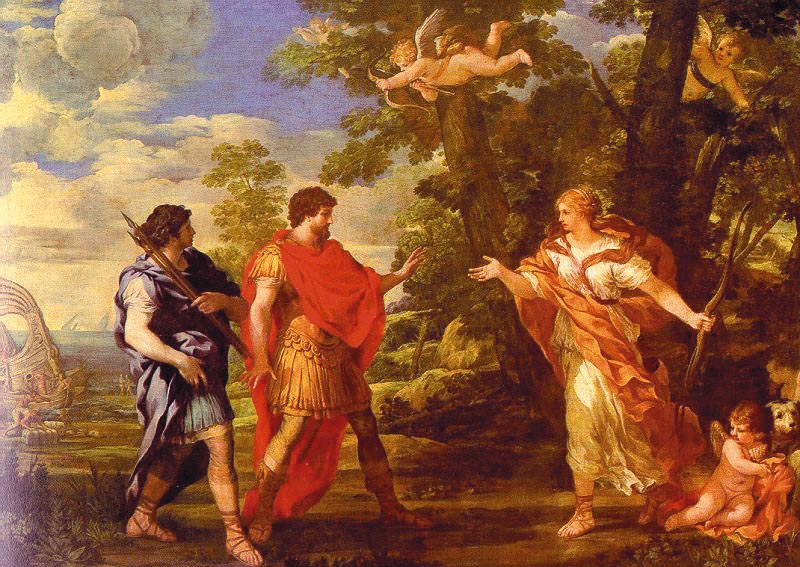
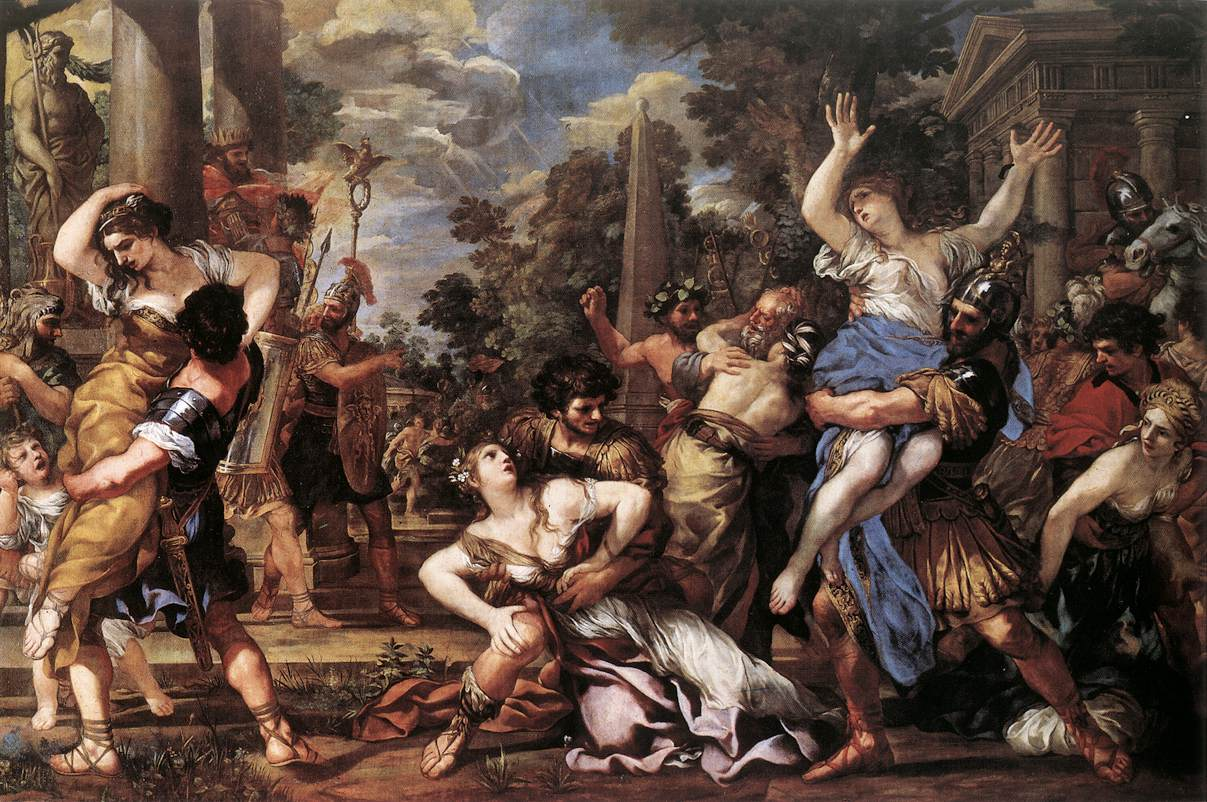
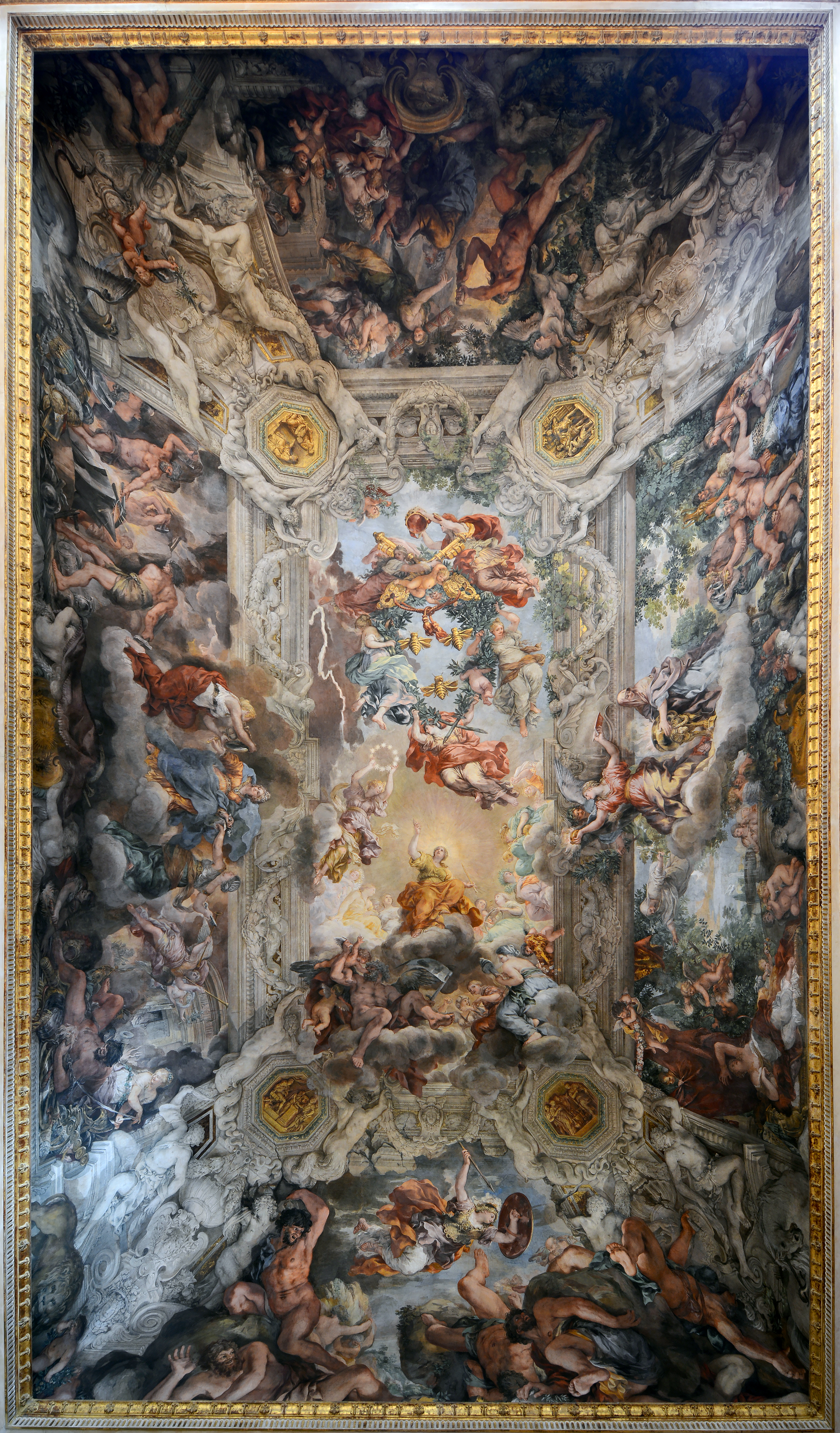
سقف نگاره کاخ باربرینی
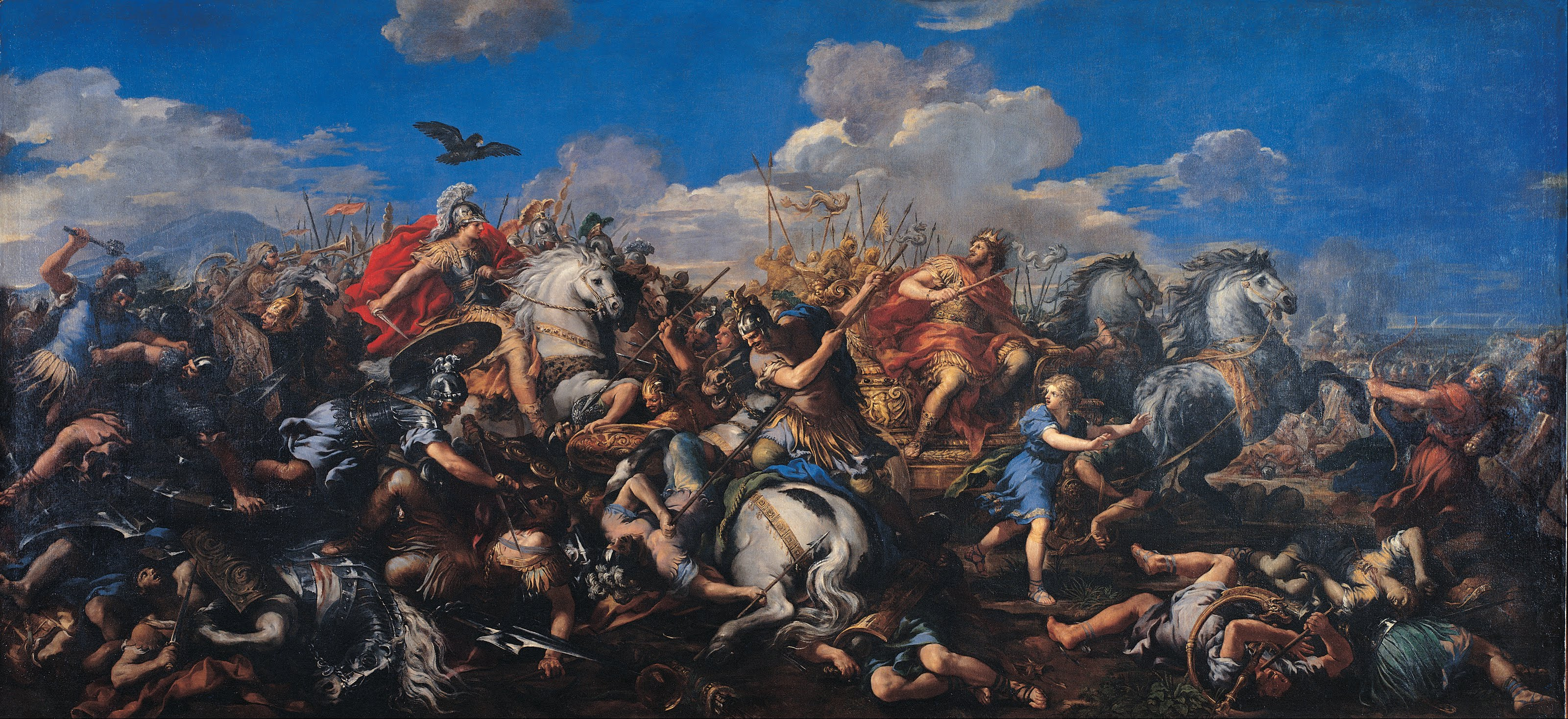
شکست داریوش از اسکندر